# Dendropsophus ozzyi
Espèce
Dendropsophus ozzyi est une espèce d'amphibiens de la famille des Hylidae.

## Répartition
Cette espèce est endémique du Brésil. Elle se rencontre dans les États d'Amazonas et de Pará.

## Description
Dendropsophus ozzyi mesure 19,4 mm. Elle est reconnaissable par son cri semblable à celui d'une chauve-souris.

## Étymologie
Cette espèce est nommée en l'honneur du chanteur de Black Sabbath, Ozzy Osbourne.

## Publication originale
- Orrico, Peloso, Sturaro, Silva, Neckel-Oliveira, Gordo, Faivovich & Haddad, 2014 : A new “Bat-Voiced” species of Dendropsophus Fitzinger, 1843 (Anura, Hylidae) from the Amazon Basin, Brazil. Zootaxa, no 3881, p. 341–361.